# Ундинське сільське поселення
Унди́нське сільське поселення (рос. Ундинское сельское поселение) — сільське поселення у складі Балейського району Забайкальського краю Росії.
Адміністративний центр — село Унда.

## Населення
Населення сільського поселення становить 994 особи (2019; 1146 у 2010, 1364 у 2002).

## Склад
До складу сільського поселення входять:
| Населений пункт | Населення, осіб (2002) | Населення, осіб (2010) |
| --------------- | ---------------------- | ---------------------- |
| Йолкино, село   | 148                    | 120                    |
| Лісково, село   | 82                     | 67                     |
| Унда, село      | 1134                   | 959                    |